# Fritz Vollmar
Friedrich Emmanuel „Fritz“ Vollmar (auch F. E. Vollmar; * 17. Oktober 1926 in Lenzburg; heimatberechtigt in Münchenwiler und Lenzburg) ist ein Schweizer Umweltschützer und Autor.

## Biografie
Fritz Vollmar besuchte die Grundschule in Lenzburg. Im Jahr 1946, nach der Matura am Literargymnasium der Aargauischen Kantonsschule in Aarau, begann er seine Studien in Germanistik und Kunstgeschichte an der Universität Zürich. 1948 wechselte er auf das Gebiet der Wirtschafts- und Staatswissenschaften an den Universitäten in Bern und Heidelberg. 1954 bestand er das Lizenziat und 1956 wurde er zum Dr. rer. pol. promoviert.
Anschließend arbeitete er an verschiedenen Orten in humanitären Institutionen, in der öffentlichen Verwaltung und in der Industrie.
1962 wurde Vollmar zum ersten Generalsekretär des eben gegründeten World Wildlife Fund (WWF) in Morges berufen. Aus dem Nichts heraus galt es, für den WWF ein internationales Hauptquartier zu schaffen, ein Netzwerk von nationalen Förderungsgesellschaften aufzubauen und ein umfassendes Naturschutzprogramm zu erarbeiten und umzusetzen. So entwickelte sich der WWF in einer Reihe von Jahren zu einer der bedeutendsten Natur- und Umweltschutzorganisationen weltweit.
1971, anlässlich des zehnjährigen Jubiläums des WWF, wurde Vollmar zum Generaldirektor ernannt. Im Verlauf seiner Amtszeit vermochte der WWF, Fördergesellschaften in 26 Ländern aufzubauen und insgesamt 1882 Naturschutzprojekte in über 100 Ländern zu finanzieren. Nach 16 Dienstjahren trat er von seinem Posten zurück und wurde in Würdigung seiner Verdienste zum WWF Member of Honor ernannt.
1978 wurde Vollmar zum Generaldirektor der neu gegründeten World Scout Foundation in Genf berufen. Deren Aufgabe es war, der bereits seit Jahrzehnten bestehenden Weltorganisation der Pfadfinderbewegung mit ihren damals rund 25 Millionen Mitgliedern in mehr als 200 Ländern und Territorien eine substantielle und dauerhafte finanzielle Unterstützung zu gewährleisten. Innerhalb von einigen Jahren schaffte es die Stiftung, mit ihren Leistungen wesentlich zur Weiterentwicklung des Pfadfindertums zu der bedeutendsten Jugenderziehungsbewegung weltweit beizutragen.
1992 trat Vollmar in den Ruhestand. In Tolochenaz am Genfer See, im Kreis seiner Familie, widmete er sich vornehmlich dem Lesen und Schreiben. Daraus entstanden über die Jahre mehrere Veröffentlichungen von eigenen Gedichten, Aphorismen und Parodien. Daneben beschäftigt er sich bis heute mit der Erforschung von Sprichwörtern und Redensarten in der deutschen Sprache und Literatur.

## Schriften (Auswahl)
- The world wildlife fund in the 1970s. In: Biological Conservation. Band 3, Nr. 2, 1971, S. 85–87, doi:10.1016/0006-3207(71)90003-6.
- Tauchgänge. Aphorismen, Aphoristische Gedanken über Welt und Menschen. Eiche, Burg 1998, ISBN 978-3-9520392-3-6.
- Spätlese. Aphorismen. Lüdin, 2006, ISBN 978-3-85792-169-8.
- Spuren im Sand: Aufzeichnungen aus sechs Jahrzehnten: 1957-2017. Karin Fischer Verlag, Aachen 2019, ISBN 978-3-8422-4637-9.